# Hiromi Kojima (Fußballspieler, 1977)
Hiromi Kojima (jap. 小島 宏美, Kojima Hiromi; * 12. Dezember 1977 in Nōgata, Präfektur Fukuoka) ist ein ehemaliger japanischer Fußballspieler.

## Nationalmannschaft
2000 debütierte Kojima für die japanische Fußballnationalmannschaft.